# Qualificazioni alla Coppa dei Caraibi 1998
Sono elencate di seguito le date e i risultati per le qualificazioni alla Coppa dei Caraibi 1998.

## Formula
26 membri CFU: 8 posti disponibili per la fase finale. Giamaica (come paese ospitante) e Trinidad e Tobago (come paese ospitante e campione in carica) sono qualificati direttamente.
Isole Vergini Americane e Turks e Caicos si ritirano. Rimangono 22 squadre per 6 posti disponibili per la fase finale: si suddividono in sei gruppi di qualificazione (quattro gruppi composti da quattro squadre e due gruppi composti da tre squadre).
Giocano partite di sola andata: la prima classificata si qualifica alla fase finale.

## Gruppo 1
| Oranjestad 3 marzo 1998 | Aruba | 1 – 0 | Guyana francese | Trinidad Stadium |

| Oranjestad 3 marzo 1998 | Suriname | 3 – 3 | Antille Olandesi | Trinidad Stadium |

| Oranjestad 5 marzo 1998 | Suriname | 2 – 2 | Guyana francese | Trinidad Stadium |

| Oranjestad 5 marzo 1998 | Aruba | 0 – 1 | Antille Olandesi | Trinidad Stadium |

| Oranjestad 7 marzo 1998 | Antille Olandesi | 2 – 1 | Guyana francese | Trinidad Stadium |

| Oranjestad 7 marzo 1998 | Aruba | 3 – 3 | Suriname | Trinidad Stadium |

| Pos | Squadra          | P.ti | G | V | N | P | GF | GS | DR |
| --- | ---------------- | ---- | - | - | - | - | -- | -- | -- |
| 1   | Antille Olandesi | 7    | 3 | 2 | 1 | 0 | 6  | 4  | +2 |
| 2   | Aruba            | 4    | 3 | 1 | 1 | 1 | 4  | 4  | 0  |
| 3   | Suriname         | 3    | 3 | 0 | 3 | 0 | 8  | 8  | 0  |
| 4   | Guyana francese  | 1    | 3 | 0 | 1 | 2 | 3  | 5  | -2 |

Antille Olandesi qualificate alla fase finale.

## Gruppo 2
| Castries 18 marzo 1998 | Saint Lucia | 2 – 1 | Barbados | Mindoo Philip Park |

| Castries 18 marzo 1998 | Saint Vincent e Grenadine | 4 – 1 | Martinica | Mindoo Philip Park |

| Castries 20 marzo 1998 | Martinica | 4 – 1 | Barbados | Mindoo Philip Park |

| Castries 20 marzo 1998 | Saint Lucia | 3 – 2 | Saint Vincent e Grenadine | Mindoo Philip Park |

| Castries 22 marzo 1998 | Saint Lucia | 1 – 2 | Martinica | Mindoo Philip Park |

| Castries 22 marzo 1998 | Barbados | 4 – 3 | Saint Vincent e Grenadine | Mindoo Philip Park |

| Pos | Squadra                   | P.ti | G | V | N | P | GF | GS | DR |
| --- | ------------------------- | ---- | - | - | - | - | -- | -- | -- |
| 1   | Martinica                 | 6    | 3 | 2 | 0 | 1 | 7  | 6  | +1 |
| 2   | Saint Lucia               | 6    | 3 | 2 | 0 | 1 | 6  | 5  | +1 |
| 3   | Saint Vincent e Grenadine | 3    | 3 | 1 | 0 | 2 | 9  | 8  | +1 |
| 4   | Barbados                  | 3    | 3 | 1 | 0 | 2 | 6  | 9  | -3 |

Martinica qualificata alla fase finale.

## Gruppo 3
| Basseterre 1º aprile 1998 | Saint Kitts e Nevis | 4 – 0 | Isole Vergini Britanniche | Warner Park |

| Basseterre 1º aprile 1998 | Dominica | 1 – 1 | Guadalupa | Warner Park |

| Basseterre 3 aprile 1998 | Saint Kitts e Nevis | 1 – 2 | Dominica | Warner Park |

| Basseterre 3 aprile 1998 | Guadalupa | 3 – 0 | Isole Vergini Britanniche | Warner Park |

| Basseterre 5 aprile 1998 | Saint Kitts e Nevis | 2 – 1 | Guadalupa | Warner Park |

| Basseterre 5 aprile 1998 | Dominica | 4 – 1 | Isole Vergini Britanniche | Warner Park |

| Pos | Squadra                   | P.ti | G | V | N | P | GF | GS | DR  |
| --- | ------------------------- | ---- | - | - | - | - | -- | -- | --- |
| 1   | Dominica                  | 7    | 3 | 2 | 1 | 0 | 7  | 3  | +4  |
| 2   | Saint Kitts e Nevis       | 6    | 3 | 2 | 0 | 1 | 7  | 3  | +4  |
| 3   | Guadalupa                 | 4    | 3 | 1 | 1 | 1 | 5  | 3  | +2  |
| 4   | Isole Vergini Britanniche | 0    | 3 | 0 | 0 | 3 | 1  | 11 | -10 |

Dominica qualificata alla fase finale.

## Gruppo 4
| Saint John's 15 aprile 1998 | Grenada | 14 – 1 | Anguilla | Antigua Recreation Ground |

| Saint John's 15 aprile 1998 | Antigua e Barbuda | 2 – 2 | Guyana | Antigua Recreation Ground |

| Saint John's 17 aprile 1998 | Antigua e Barbuda | 7 – 0 | Anguilla | Antigua Recreation Ground |

| Saint John's 17 aprile 1998 | Grenada | 2 – 1 | Guyana | Antigua Recreation Ground |

| Saint John's 19 aprile 1998 | Antigua e Barbuda | 2 – 1 | Grenada | Antigua Recreation Ground |

| Saint John's 19 aprile 1998 | Guyana | 14 – 0 | Anguilla | Antigua Recreation Ground |

| Pos | Squadra           | P.ti | G | V | N | P | GF | GS | DR  |
| --- | ----------------- | ---- | - | - | - | - | -- | -- | --- |
| 1   | Antigua e Barbuda | 7    | 3 | 2 | 1 | 0 | 11 | 3  | +8  |
| 2   | Grenada           | 6    | 3 | 2 | 0 | 1 | 17 | 4  | +13 |
| 3   | Guyana            | 4    | 3 | 1 | 1 | 1 | 17 | 4  | +13 |
| 4   | Anguilla          | 0    | 3 | 0 | 0 | 3 | 1  | 35 | -34 |

Antigua e Barbuda qualificata alla fase finale.

## Gruppo 5
| Port-au-Prince 11 marzo 1998 | Haiti | 4 – 0 | Porto Rico | Stade Sylvio Cator |

| Port-au-Prince 13 marzo 1998 | Rep. Dominicana | 3 – 1 | Porto Rico | Stade Sylvio Cator |

| Port-au-Prince 15 marzo 1998 | Haiti | 5 – 0 | Rep. Dominicana | Stade Sylvio Cator |

| Pos | Squadra                 | P.ti     | G        | V        | N        | P        | GF       | GS       | DR       |
| --- | ----------------------- | -------- | -------- | -------- | -------- | -------- | -------- | -------- | -------- |
| 1   | Haiti                   | 6        | 2        | 2        | 0        | 0        | 9        | 0        | +9       |
| 2   | Rep. Dominicana         | 3        | 2        | 1        | 0        | 1        | 3        | 6        | -3       |
| 3   | Porto Rico              | 0        | 2        | 0        | 0        | 2        | 1        | 7        | -6       |
| -   | Isole Vergini Americane | Ritirato | Ritirato | Ritirato | Ritirato | Ritirato | Ritirato | Ritirato | Ritirato |

Haiti qualificata alla fase finale.

## Gruppo 6
| George Town 6 maggio 1998 | Isole Cayman | 2 – 2 | Cuba | Truman Bodden Stadium |

| George Town 8 maggio 1998 | Cuba | 2 – 1 | Bermuda | Truman Bodden Stadium |

| George Town 10 maggio 1998 | Isole Cayman | 2 – 0 | Bermuda | Truman Bodden Stadium |

| Pos | Squadra        | P.ti     | G        | V        | N        | P        | GF       | GS       | DR       |
| --- | -------------- | -------- | -------- | -------- | -------- | -------- | -------- | -------- | -------- |
| 1   | Isole Cayman   | 4        | 2        | 1        | 1        | 0        | 4        | 2        | +2       |
| 2   | Cuba           | 4        | 2        | 1        | 1        | 0        | 4        | 3        | +1       |
| 3   | Bermuda        | 0        | 2        | 0        | 0        | 2        | 1        | 4        | -3       |
| -   | Turks e Caicos | Ritirato | Ritirato | Ritirato | Ritirato | Ritirato | Ritirato | Ritirato | Ritirato |

Isole Cayman qualificata alla fase finale.